# 屯門区
座標: 北緯22度24分 東経113度58分 / 北緯22.400度 東経113.967度

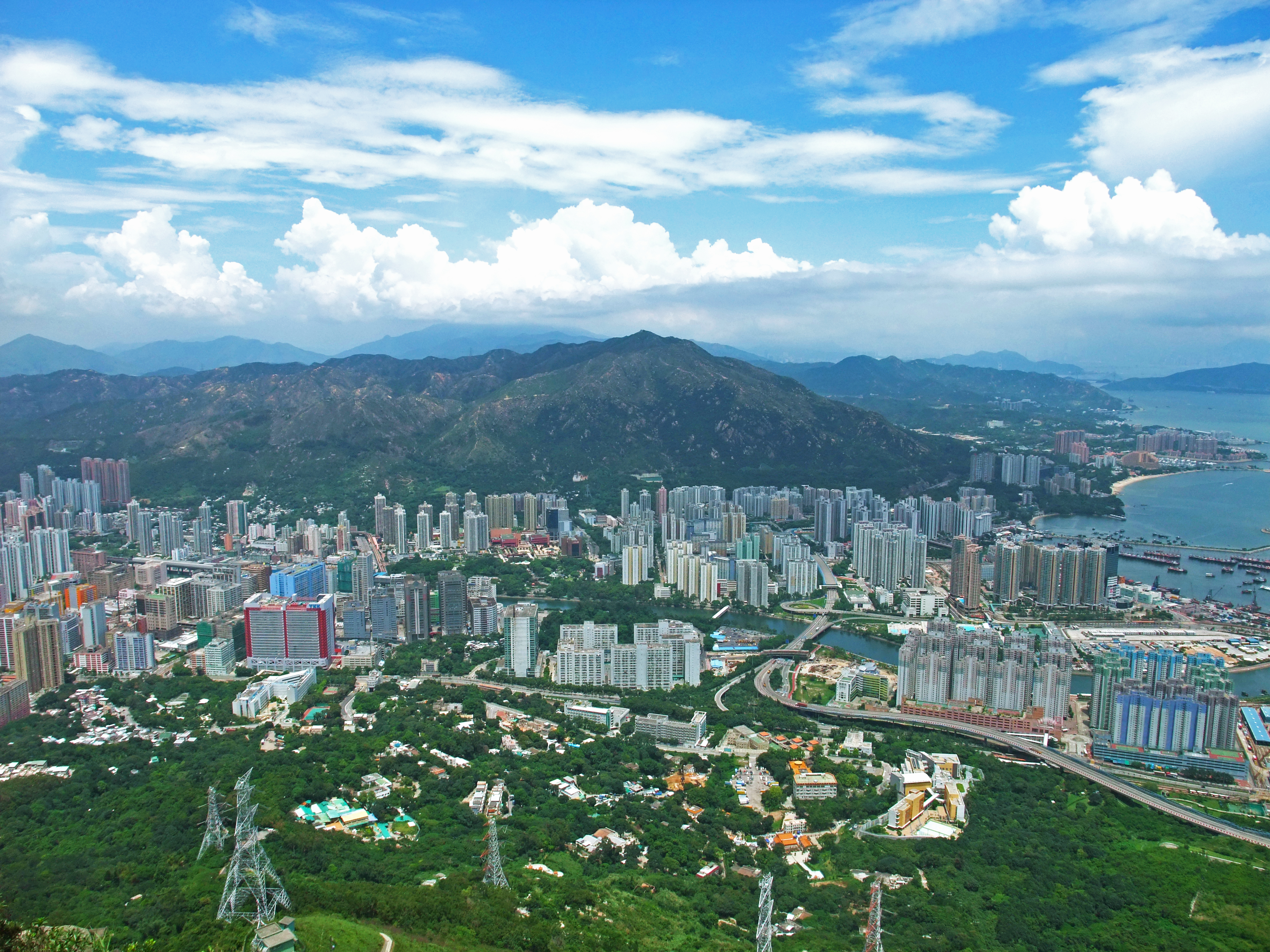
青山から見る市街

屯門区（とんもんく、広東語読み：テュンムンキョイ）は、香港の18の行政区画の一つ。それは九龍半島からおよそ32キロメートル、元朗の南西7キロメートル、荃湾の西18キロメートルに位置し、香港の大陸部分で最西の区である。新界で最大の住宅地域の1つである屯門ニュータウンが位置する。

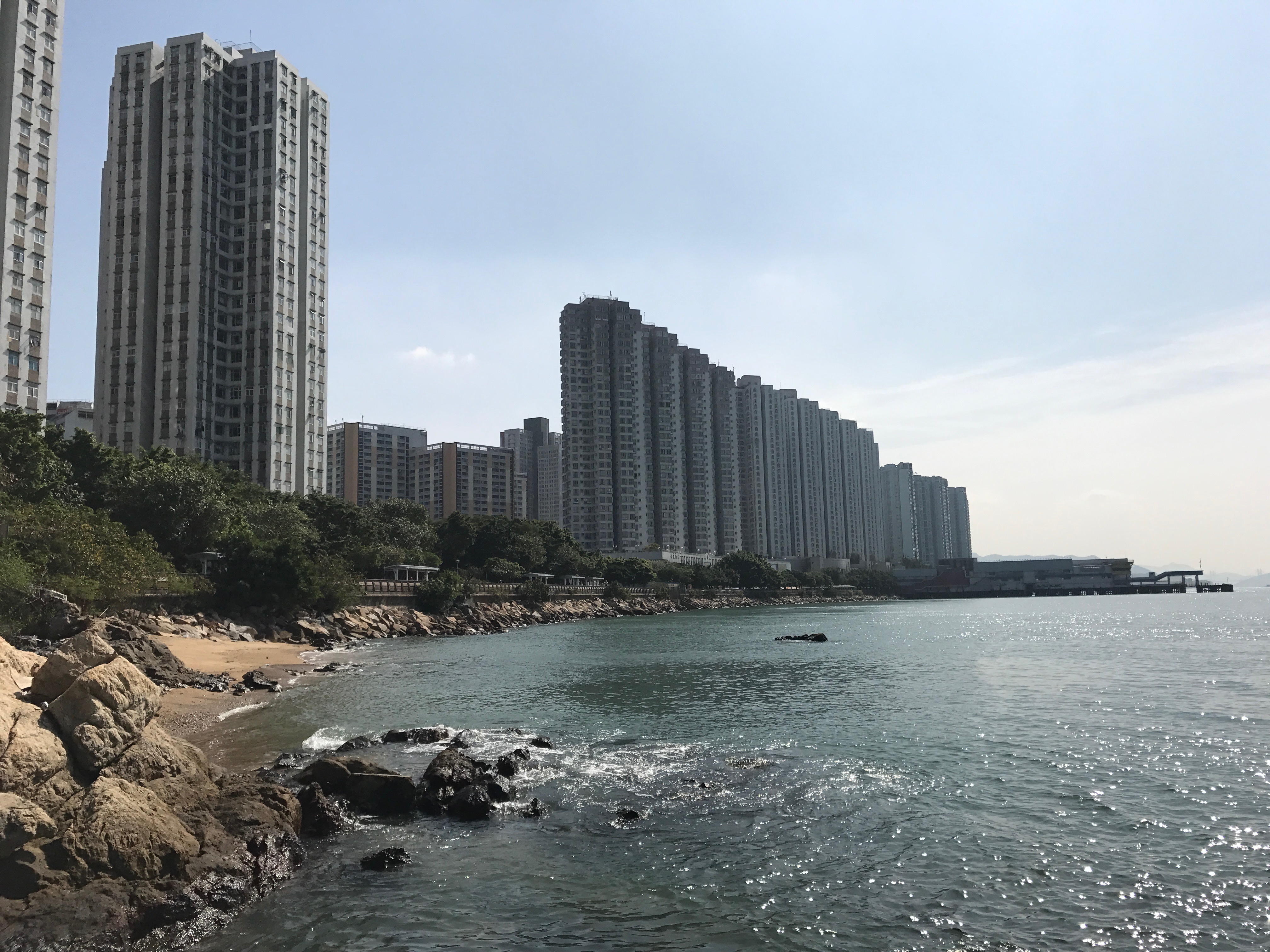
香港最大のベッドタウンにある海浜公園

## 教育

### 大学
- 嶺南大学

### 中学校
- 崇真書院（中国語版）
- 宣道中学（中国語版）
- 妙法寺劉金龍中学（中国語版）
- 明愛屯門馬登基金中学
- 裘錦秋中学（屯門）（中国語版）
- 保良局百周年李兆忠紀念中学（中国語版）
- 仏教沈香林紀念中学（中国語版）
- 東華三院辛亥年総理中学（中国語版）
- 東華三院邱子田紀念中学（中国語版）
- 迦密唐賓南紀念中学（中国語版）
- 仁愛堂陳黄淑芳紀念中学（中国語版）
- 保良局董玉娣中学（中国語版）
- 屯門天主教中学（中国語版）
- 仁済医院第二中学（中国語版）
- 仁愛堂田家炳中学（中国語版）
- 香海正覚蓮社仏教梁植偉中学（中国語版）
- 恩平工商会李琳明中学（中国語版）
- 南屯門官立中学（中国語版）
- 加拿大神召会嘉智中学（中国語版）
- 新会商会中学（中国語版）
- 浸信会永隆中学（中国語版）
- 馬錦明慈善基金馬可賓紀念中学（中国語版）
- 東華三院鄺錫坤伉儷中学（中国語版）
- 鐘声慈善社胡陳金枝中学（中国語版）
- 中華基督教会何福堂書院（中国語版）
- 深培中学（中国語版）
- 聖公会聖西門呂明才中学（中国語版）
- 順徳聯誼総会譚伯羽中学（中国語版）
- 香港九龍塘基督教中華宣道会陳瑞芝紀念中学（中国語版）
- 順徳聯誼総会梁銶琚中学
- 路徳会呂祥光中学
- 屯門官立中学（中国語版）
- 廠商会蔡章閣中学（中国語版）
- 中華基督教会譚李麗芬紀念中学（中国語版）
- 嗇色園主弁可芸中学（中国語版）
- 新生命教育協会平安福音中学（中国語版）
- 青松侯宝垣中学（中国語版）

### 小学校
- 中華基督教会何福堂小学（中国語版）
- 保良局荘啟程第二小学（中国語版）
- 台山商会学校
- 屯門官立小学
- 仁徳天主教小学
- 楽善堂梁黄蕙芳紀念学校（中国語版）
- 保良局梁周順琴小学（中国語版）
- 五邑鄒振猷学校
- 道教青松小学（中国語版）
- 仁済医院羅陳楚思小学（中国語版）
- 世界龍岡学校劉徳容紀念小学
- 保良局方王錦全小学
- 保良局志豪小学
- 香港紅卍字会屯門卍慈小学
- 中華基督教会蒙黄花沃紀念小学（中国語版）
- 柏立基教育学院校友会何寿基学校
- 僑港伍氏宗親会伍時暢紀念学校
- 香港路徳会増城兆霖学校（中国語版）
- 道教青松小学（湖景邨）（中国語版）
- 中華基督教会抜臣小学
- 青山天主教小学（中国語版）
- 伊斯蘭学校 (香港)
- 東華三院鄧肇堅小学（中国語版）
- 順徳聯誼総会胡少渠紀念小学（中国語版）
- 路徳会呂祥光小学（中国語版）
- 順徳聯誼総会何日東小学（中国語版）
- 仁愛堂劉皇発夫人小学（中国語版）
- 博愛医院歷届総理聯誼会鄭任安夫人学校（中国語版）
- 博愛医院歷届総理聯誼会鄭任安夫人千禧小学
- 仁済医院何式南小学
- 聖公会蒙恩小学（中国語版）
- 保良局西区婦女福利会馮李佩瑤小学（中国語版）
- 順徳聯誼総会李金小学（中国語版）
- 円玄学院陳国超興徳小学（中国語版）
- 保良局香港道教聯合会円玄小学
- 郷師自然学校（中国語版）

### 特別支援学校
- 香港基督教服務処培愛学校（広東語版）
- 匡智屯門晨崗学校（中国語版）
- 匡智屯門晨輝学校（中国語版）
- 匡智屯門晨曦学校（中国語版）

### 国際学校
- ハロウ・インターナショナルスクール（香港）（中国語版）

## 交通

### 鉄道
- 香港MTR

- ■屯馬線

屯門駅 - 兆康駅 -（烏渓沙方面）
- ■軽鉄

### 道路
幹線道路
- ：屯門公路、元朗公路、青山公路
- ：深港西部通道

市区道路
- 青山公路（中国語版）
- 皇珠路（中国語版）
- 青雲路（中国語版）
- 龍門路（中国語版）
- 屯門郷事会路（中国語版）
- 青田路
- 震寰路
- 鳴琴路（中国語版）
- 杯渡路（中国語版）
- 海皇路
- 湖景路
- 湖翠路
- 龍富路（中国語版）
- 屯興路
- 龍鼓灘路
- 稔湾路
- 屯門至赤鱲角連接路（中国語版）